# Bog (bøgens nødder)
 For alternative betydninger, se bog (flertydig). (Se også artikler, som begynder med bog)
Bøgens nødder, der kaldes bog, er små, trekantede nødder, som er ca. 15 mm lange og 7 mm brede. Nødderne sidder i en pigget skål, som modner 5-6 måneder efter bestøvningen, dvs. hen over efteråret. Blomstring og frøsætning er særligt rig i året efter en solrig og tør sommer, selv om det er sjældent, at træerne har kræfter til at bære to år i træk.
Bog er et vigtigt fødeemne for mange af skovens fugle og gnavere, men også for drøvtyggere og vildsvin. Tidligere var bog et vigtigt element i det at drive svin på olden. Olden er en samlebetegnelse for skovtræernes nødder (bog, agern og kastanjer), som er spiselige for tamdyr.
Bog er meget næringsrige (de indeholder ~ 20 % protein og ~ 45 % olie), men også let giftige for mennesker på grund af deres indhold af tannin, trimethylamin (eller fagin) og oxalsyre. Dette har man omgået under hungerperioder ved at formale nødderne og udtrække giften ved at udvande melet. Ved presning af 100 kilo nødder kan man desuden udvinde 30 kilo af en ugiftig madolie.